# 赖氏石蛏
赖氏石蛏（学名：Lithophaga lessepsiana），是贻贝目壳菜蛤科石蜊属的一种。主要分布于中国大陆，常栖息在潮下带。